# Megabús (Avanza Zaragoza)
El Megabús de Avanza Zaragoza es una línea de autobús que realiza el recorrido comprendido entre los diferentes puntos de interés nocturno en la ciudad de Zaragoza (España) con una animación especial para los niños. Está promovido por el Patronato de Turismo del Ayuntamiento de Zaragoza.

## Recorrido
El Megabús solo tiene una salida al día (16:30 excepto del 1 de julio al 4 de septiembre que es a las 20:15). La duración total de su recorrido es de 1 hora, y parte de la Calle Don Jaime I de la capital aragonesa. Tiene 14 paradas.

## Desvíos actuales (no incluidos en la tabla)
Desvíos por la 2ª fase de las obras del tranvía: Desde Don Jaime por Coso, Plaza San Miguel, Paseo la Mina, Constitución, Paseo Pamplona, César Augusto a su recorrido por Conde Aranda; y desde Echegaray y Caballero por Echegaray y Caballero a su recorrido por el Puente de Hierro.